# Латрапіт
Латрапіт (рос. латраппит; англ. latrappite; нім. Latrappit m) — мінерал з групи перовськіту з вмістом Nb ≥ Ti.
Хімічна формула: (Ca, Na) (Nb, Ti, Fe)O3.
Склад у % (з району Ла-Трапп): CaO — 25,95; Na2O — 4,03; Nb2O5 — 43,90; TiO2 — 10,05; Fe2O3 (разом з FeO) — 8,74.
Домішки: K2O (0,03); MgO (2,20); MnO (0,77); TR2O3 (2,03); SiO2 (0,45); S (0,90).
Сингонія ромбічна.
Густина 4,4.
Твердість ~ 6,5.
Колір чорний.
Знайдений у масиві карбонатитів і лужних порід у Канаді, де міститься в кальциті разом з діопсидом, біотитом і апатитом.
За назвою району Ла-Трапп (Канада), E.H.Nickel, 1964.